# Diamond Islands
Diamond Islands är öar i Kanada.   De ligger i territoriet Nunavut, i den östra delen av landet, 2 100 km norr om huvudstaden Ottawa. Arean är 29,3 kvadratkilometer.
Terrängen på Diamond Islands är platt. Öns högsta punkt är 110 meter över havet. Den sträcker sig 10,0 kilometer i nord-sydlig riktning, och 5,4 kilometer i öst-västlig riktning.